# Valerïý Garkwşa
Valerïý Vasïlʹyevïç Garkwşa (in kazako Валерий Васильевич Гаркуша?, in russo Валерий Васильевич Гаркуша?, Valerij Vasil'evič Garkuša; Qostanay, 14 marzo 1977) è un allenatore di calcio ed ex calciatore kazako, di ruolo attaccante.